# شهرك زنجيران (مقاطعة فيروزآباد)
شهرك زنجيران (بالفارسية: شهرک زنجیران) هي قرية تقع في قسم خواجه‌اي الريفي في إيران. يقدر عدد سكانها بـ 569 نسمة بحسب إحصاء 2016.